# Pseudosphex jonesi
Pseudosphex jonesi là một loài bướm đêm thuộc phân họ Arctiinae, họ Erebidae.